# Physachaeus
Physachaeus is een geslacht van kreeftachtigen uit de klasse van de Malacostraca (hogere kreeftachtigen).

## Soorten
- Physachaeus ctenurus Alcock, 1895
- Physachaeus tonsor Alcock, 1895